# Amobia quatei
Amobia quatei är en tvåvingeart som beskrevs av Hiromu Kurahashi 1974. Amobia quatei ingår i släktet Amobia och familjen köttflugor.
Artens utbredningsområde är Vietnam. Inga underarter finns listade i Catalogue of Life.